# Dragsfjärd
Dragsfjärd este o fostă comună din Finlanda.